# شهدای شهر اترانتوی ایتالیا

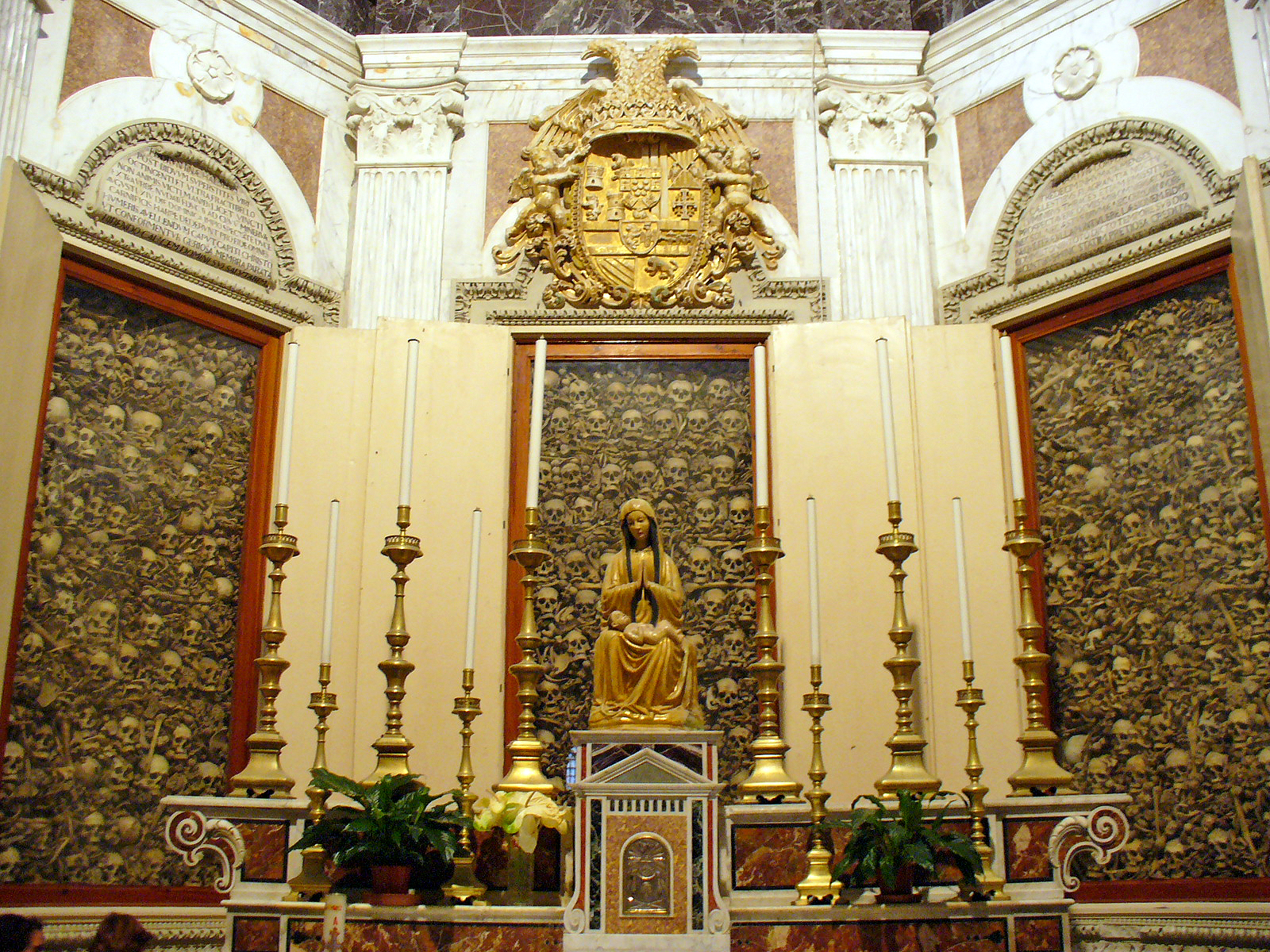
بنای یادبود شهدای شهر اترانتوی ایتالیا

شهدای شهر اترانتو در جنوب ایتالیا به ۸۱۳ نفر از ساکنان مسیحی شهر کوچک اترانتو در جنوب ایتالیا گفته می‌شود که در ۱۴ اگوست ۱۴۸۰ میلادی توسط ارتش مسلمان امپراتوری عثمانی (ترکیه کنونی) و به دلیل سرباز زدن از تغییر دین خود به اسلام اعدام شدند. مورخان این اقدام را اقدامی تنبیهی در مقابل افرادی می دانند که با مقاومت خود زمینه را برای تقویت پادشاه ناپل در برابر مهاجمان مسلمان فراهم کردند. شجاعت این افراد نخستین بار در سال ۱۷۷۱ میلادی مورد ستایش قرار گرفت و در سال ۲۰۱۳ توسط پاپ فرانسیس شهید خوانده شدند.

## شرح ماجرا

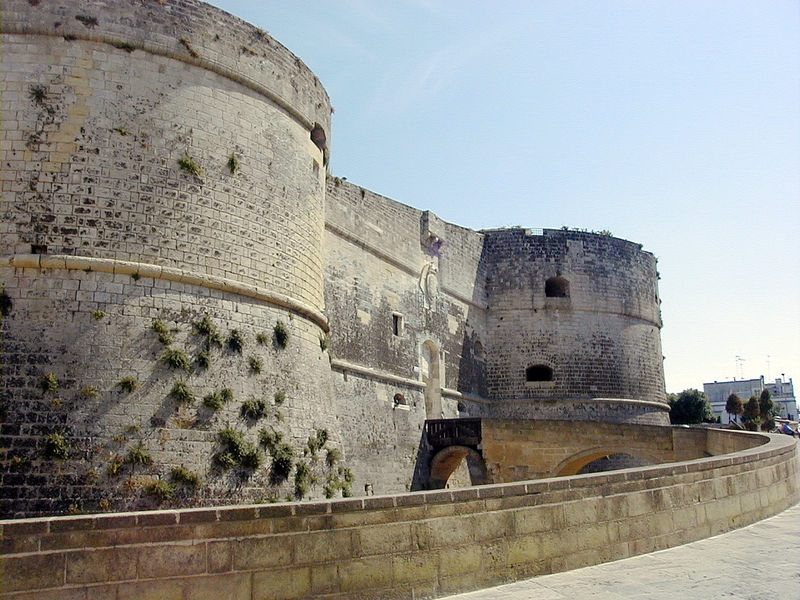
قلعه اترانتو

در ۲۸ ژوئیه ۱۴۸۰ میلادی ارتش مجهز مسلمانان عثمانی در پشت دیوارهای شهر اترانتو مستقر شدند. شهر اترانتو دفاع همه‌جانبه‌ای را از شهر آغاز کردند ولی در مقابل بمباران توپخانه‌ای ارتش مسلمانان نتوانستند مقاومت کنند و بعد از یک روز عقب نشینی کردند و عثمانی‌ها بمباران خانه‌ها را آغاز کردند. عثمانی‌ها وعده اعتدال را در صورت تسلیم دادند ولی پاسخ مقامات شهر اترانتو این بود که هرگز تسلیم نخواهند شد و حتی کلید دروازه شهر را به داخل دریا انداختند و مسلمانان توپ باران را ادامه دادند.
از شهر اترانتو، نماینده‌ای برای دریافت کمک به پادشاه در ناپل فرستاده شد. بعد از ۱۵ شبانه روزمحاصره و بمباران شهر، فرمانده مسلمانان ترک فرمان حمله را صادر کرد و دیوار شهر را خراب کردند و مسلمانان وارد شهر شدند. بر طبق مستندات تاریخی، ۱۲۰۰۰ نفر به قتل رسیده و ۵۰۰۰ نفر به بردگی گرفته شدند. به ۸۰۰ مرد قوی از ساکنان شهر اترانتو حق انتخاب بین اعدام و مسلمان شدن داده شد که کشیش شهر در پاسخ گفت: "این فرصت به ما داده شده‌است که بجنگیم و خود را فدا کنیم، همانگونه که مسیح (ع) برای ما به صلیب کشیده شد، اکنون ما باید برای او بمیریم " این جملات با تشویق سایر ۸۰۰ نفر مواجه شد. تمام ۸۰۰ نفر گردن زده شده و جنازه‌ها بر روی هم قرار داده شد.
شهر یکسال بعد و در سال ۱۴۸۱ میلادی، باز پس گرفته شد و جمجمه کشته شدگان در محلی مقدس در کلیسا قرار داده شد.

## اظهارات پاپ فرانسیس در مورد واقعه
در ماه می ۲۰۱۳ پاپ فرانسیس بدون هیچ گونه درون مایه ضد اسلامی در سخنانش در میدان سن پیترو واتیکان و در مقابل ده‌ها هزار نفر، شجاعت کشته شدگان مسیحی را مورد ستایش قرار داد و آن‌ها را الگویی برای افرادی خواند که در نقاط مختلف دنیا به خاطر اعتقاداتشان تحت آزار هستند تا "بدی را با خوبی پاسخ دهند". اگرچه پاپ از هیچ کشور خاصی نام نبرد، نگرانی‌هایی در مورد آزار جوامع مسیحیان در خاورمیانه و غرب و شرق قاره آفریقا وجود دارد.